# Werner Streib
Werner Streib (ur. 13 czerwca 1911 w Pforzheim, zm. 15 czerwca 1986 we Monachium) – niemiecki lotnik, as myśliwski okresu II wojny światowej. Osiągnął łącznie 66 zwycięstw powietrznych, z czego wszystkie poza jednym były zwycięstwami nocnymi. Przez całą swoją karierę odegrał kluczową rolę w rozwoju niemieckich myśliwców nocnych, pełniąc ostatecznie funkcję inspektora myśliwców nocnych od marca 1944 roku.

## Młodość
Po pomyślnym ukończeniu szkoły średniej Streib początkowo pracował w bankowości przez trzy lata. W 1934 roku wstąpił do Reichswehry. Tam został przydzielony do 14. Pułku Piechoty jako kadet. W 1936 roku Streib przeniósł się do Luftwaffe, gdzie w stopniu porucznika początkowo służył jako obserwator. Następnie ukończył kurs pilotażu w szkole lotniczej w Wesendorf i Brandis. W 1938 roku Streib dołączył do Jagdgeschwader 2 „Richthofen“ w bazie lotniczej w Damm (Jüterbog) jako pilot.

## II wojna światowa
Na początku II wojny światowej w randze porucznika, służył jako dowódca kompanii lotniskowej i jako pilot w  1 eskadrze i wkrótce awansował na dowódcę eskadry. Swoje pierwsze zwycięstwo powietrzne odniósł podczas kampanii francuskiej 10 maja 1940 r. W nocy z 20 na 21 lipca 1940 r. Streib był pierwszym oficerem Luftwaffe, który osiągnął nocne zwycięstwo na swoim Messerschmicie Bf 110. Po ośmiu zwycięstwach powietrznych, z czego siedem w nocy, Streib został odznaczony Krzyżem Rycerskim Krzyża Żelaznego 6 października 1940 r. Jednocześnie awansował na stopień kapitana. Po przeniesieniu do  1. Skrzydła Myśliwców Nocnych (Nachtjagdgeschwader (NJG)), w październiku 1940 roku został dowódcą grupy. 14 stycznia 1943 roku Streib odniósł 40. zwycięstwo powietrzne, za które, będąc już w randze majora, został odznaczony Liśćmi Dębu do Krzyża Rycerskiego 27 lutego 1943 roku. W nocy z 11 na 12 czerwca 1943 roku Streib wraz ze swoim operatorem radaru Fischerem poleciał nocnym myśliwcem Heinkel He 219 przeciwko nadlatującym brytyjskim bombowcom nocnym, aby przetestować ten typ samolotu pod kątem zdolności do walki na linii frontu i zestrzelił pięć czterosilnikowych brytyjskich bombowców Avro Lancaster.
Od 1 lipca 1943 roku Streib został mianowany podpułkownikiem i kommodorem 1. Skrzydła Myśliwców Nocnych (Nachtjagdgeschwaders). 11 marca 1944 roku Streib został 54. żołnierzem Wehrmachtu, który otrzymał Miecze do Krzyża Rycerskiego po 66 zwycięstwach powietrznych. W tym samym miesiącu Streib został wycofany z frontu i przeniesiony do sztabu Adolfa Gallanda, gdzie dzięki swojemu doświadczeniu w myśliwcach nocnych, pełnił funkcję Inspektora Myśliwców Nocnych i wniósł duży wkład w rozwój użycia myśliwców nocnych. Pod koniec wojny Streib posiadał stopień pułkownika. Pod koniec wojny w stopniu pułkownika dostał się do niewoli aliantów zachodnich, z której został zwolniony w 1946 r..

## Służba w Bundeswehrze
Po wojnie Streib początkowo pracował jako dyrektor zarządzający w dużej firmie zajmującej się handlem hurtowym. 16 marca 1956 r. wstąpił do utworzonej w 1955 roku Bundeswehry. Tam przez trzy lata kierował Szkołą Pilotów A w Landsberg am Lech, która zajmowała się szkoleniem  początkujących pilotów niemieckich korzystających z amerykańskich samolotów treningowych T-6 Texan. Następnie przez sześć miesięcy służył w NATO Defense w Paryżu. W 1958 r., Streib awansował na generała brygady i od 1 stycznia 1961 roku był dowódcą Dywizji Lotniczej Południe w Karlsruhe. Od października 1962 r. dowodził 2. Brygadą Szkoleniową w Fürstenfeldbruck. Od października 1963 r. był zatrudniony w Sztabie Planowania i Koordynacji  Luftwaffe (Luftwaffentruppenkommando (LwTrKdo)) w Wahn (Kolonia). Służbę w Bundeswehrze zakończył 31 marca 1966 roku przeszechodząc na emeryturę.

## Odznaczenia
- Krzyż Rycerski Krzyża Żelaznego z Liśćmi Dębu i Mieczami
  - Krzyż Rycerski - 6 października 1940[1][3]
  - Liście Dębu (nr 197) – 26 lutego 1943[1][3]
  - Miecze (nr 54) – 11 marca 1944[1][3]
- Złoty Krzyż Niemiecki - 26 lutego 1942
- Krzyż Żelazny (1939) I Klasy – 20 czerwca 1940[2]
- Krzyż Żelazny(1939) II Klasy – 17 maja 1940[2]
- Złota odznaka pilota frontowego Luftwaffe dla Nocnych Myśliwców
- Srebrna Odznaka za Rany